# Farizal Marlias
Farizal Marlias là một cầu thủ bóng đá Malaysia, chơi vị trí thủ môn. Farizal Marlias đã chơi trong hai trận chung kết vô địch AFF Suzuki Cup 2018.

## Sự nghiệp và câu lạc bộ
Farizal bắt đầu sự nghiệp chuyên nghiệp với Shahzan Muda FC. Anh đã trải qua hai mùa chơi ở Premier League Malaysia. Anh chuyển đến Perlis và mặc áo số một trong hai mùa.
Năm 2011, anh gia nhập Negeri Sembilan FA. Ban đầu anh trở thành thủ môn lựa chọn thứ hai cho Mohd Farizal Harun, nhưng Farizal dần trở thành thủ môn số một sau khi bình phục chấn thương và sau đó giúp đội bóng của anh vô địch Malaysia Cup 2011.
Anh gia nhập Perak FA vào cuối năm 2012. Và năm 2013, anh gia nhập Selangor.
Bây giờ anh ấy gia nhập Johor Darul Ta'zim FC cho mùa giải 2015.

## Vòng loại World Cup 2022
Trong trận đấu với tuyển Việt Nam (11/06/2021) ở vòng loại thứ 2 của World Cup 2022, phút thứ 15, Farizal bị ngã úp mặt vào mông của cầu thủ Tiến Linh sau khi định bắt bóng.